# Пашкевич, Янис
Янис Пашкевич (латыш. Jānis Paškēvičs; 1900, Бауский район — ? Ленинград, СССР) — политический работник Красной армии. Преподаватель политэкономии и марксизма-ленинизма в Ленинградском институте. После  ввода советских войск в Латвию в 1940 году был назначен ректором Латвийского университета вместо известного химика Мартиньша Приманиса. Вскоре после назначения Пашкевича ректором университет был реформирован в соответствии с советскими стандартами и стал называться Латвийский государственный университет. Заместитель народного комиссара свиной и молочной промышленности Латвийской ССР.

## На посту ректора Латвийского университета
На посту ректора Латвийского университета ликвидировал все теологические факультеты, распустил профессорство. Создал учебные и научные отделы. Устав ЛГУ был приведён к советскому стандарту высших учебных заведений. Провёл полное анкетирование всего преподавательского состава и всех студентов.